# Tactiek van de verschroeide aarde

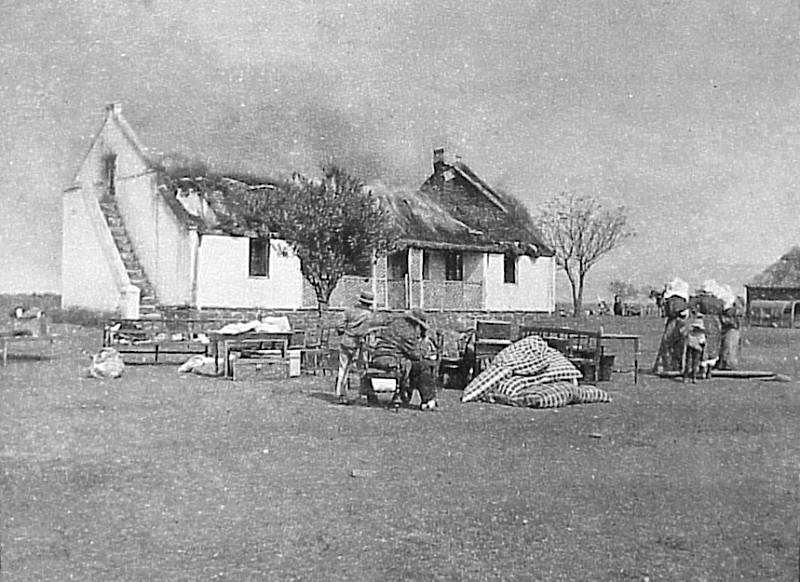
Verbranden van een boerderij door de Britten gedurende de Boerenoorlog in Zuid-Afrika

De tactiek van de verschroeide aarde is een militaire tactiek, waarbij in het gebied dat aan de vijand moet worden opgegeven, alle zaken van militaire of economische waarde, zoals bruggen, spoor- en telegraaflijnen, industrie en landbouwgebieden, vernietigd of weggehaald worden.
Door de vijand deze zaken te ontzeggen worden zijn logistieke aanvoerlijnen steeds langer en zwaarder belast. De vijand moet zich meer inspanningen getroosten, terwijl de gebiedswinst economisch en militair gezien van geringe betekenis is. In vroegere tijden waren bovendien de mogelijkheden tot bevoorrading beperkt omdat er immers nog geen vliegtuigen, auto's en goede wegen waren, en moesten invallende legers wel 'van het land' leven. Wanneer dit land vervolgens niets opbracht, kreeg een leger al snel met voedselgebrek te kampen. Vooral wanneer er voldoende achterland is, zoals in Rusland, kan een dergelijke tactiek zeer effectief zijn. De bekendste voorbeelden van het succesvol gebruik van deze tactiek zijn dan ook afkomstig van het Russische verzet tegen de Franse (1812) en Duitse (1941-45) aanvallen.
De tactiek is in principe defensief. Waardevolle zaken worden vernietigd of weggehaald, waarna het gebied opgegeven wordt. Offensief gebruik van de tactiek is, hoewel minder goed denkbaar, ook mogelijk. Men kan bijvoorbeeld vijandelijk gebied binnenvallen met slechts het doel alle waardevolle zaken te vernietigen of te stelen, waarna men zich terugtrekt voordat de vijand versterkingen oproept.

## Motivering
De tactiek van de verschroeide aarde is een voorbeeld waarin een conflict of oorlog zover is geëscaleerd, dat men bereid is (gedeeltelijke) zelfbeschadiging of -vernietiging te accepteren wanneer men de vijand maar schade kan toebrengen. Een andere motivatie achter het gebruik van de tactiek is dat de verdedigende partij militair gezien verreweg de mindere van de aanvaller is of zelfs niets meer te verliezen heeft.

## Keerzijde
De tactiek der verschroeide aarde is beslist geen succesformule en heeft daarnaast ook een keerzijde.
De burgers van het gebied waarin de tactiek wordt toegepast zijn namelijk het kind van de rekening. Zij worden beroofd van hun voedsel en bestaansmogelijkheden, en staan bovendien bloot aan eventuele wraakacties van de bezetter. De Geneefse Conventies verbieden dan ook de toepassing van de tactiek van de verschroeide aarde. De tactiek der verschroeide aarde kan averechts werken doordat de gedupeerde bevolking in opstand komt of de vijand steunt, uit verbittering over de vernietiging van huis en haard. Bovendien zal het de gebruiker door de humanitaire gevolgen ook internationaal veel politiek krediet kosten.

## Voorbeelden in de geschiedenis

### Oudheid
Herodotus vermeldt al dat de Scythen deze tactiek met succes toepasten tegen Darius.
Later had de Griekse huurlingengeneraal in het Perzische leger Memnon deze tactiek tegen het oprukkende leger van Alexander de Grote willen gebruiken, maar de satrapen van Perzië verboden hem dat, waarna zijn leger door het leger van Alexander de Grote werd vernietigd in de Slag aan de Granicus.(334 v.Chr.)
Vercingetorix boekte ook succes met deze tactiek toen Julius Caesar Gallië wilde veroveren, maar werd verslagen in Alesia.

### Middeleeuwen
De tactiek van de verschroeide aarde werd ook toegepast door de partizanen van Bertrand du Guesclin, een Bretonse ridder die tijdens de Honderdjarige Oorlog de Engelse invasielegers bestreed. De Fransen namen dit over en wisten in 1359 door middel van deze tactiek de derde, op Reims en Parijs gerichte, veldtocht van de Engelse koning te weerstaan.

### Nieuwe tijd

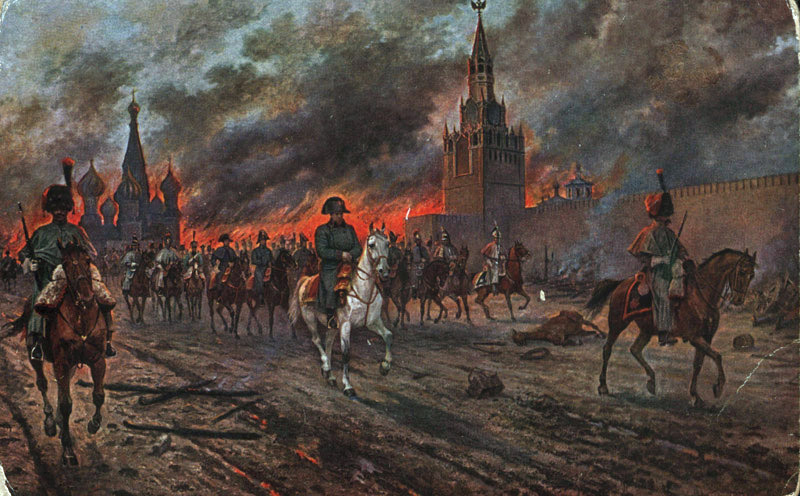
Napoleon verlaat het brandende Moskou

In de Tachtigjarige Oorlog gebruikte Lubert Ulger de tactiek tegen de Spanjaarden.
Ezéchiel du Mas gebruikte de tactiek tijdens de Negenjarige Oorlog teneinde de landen van de Palts te brandschatten.
Toen de napoleontische legers Rusland binnenvielen in 1812 pasten de Russen de tactiek toe. Toen de Grande Armée uiteindelijk Moskou bereikte, waren de troepen na de Slag bij Borodino zeer verzwakt. Napoleon moest zich zonder strategisch voordeel en met groot politiek gezichtsverlies terugtrekken. Alles wat voor de Fransen op hun tocht onderweg bruikbaar kon zijn werd door de Russen voor hun aankomst vernietigd. Door honger en koude en onverhoedse aanvallen door kozakken werd het Franse leger, dat met 500.000 man de oorlog inging, uiteindelijk meer dan gedecimeerd. Slechts rond de 20.000 soldaten bereikten op hun terugtocht de Russische westgrens.
In de Tweede Boerenoorlog werd de tactiek in zijn offensieve variant toegepast onder leiding van Horatio Kitchener. Nadat de bittereinders overgingen op een guerrillaoorlog begon het Britse leger met het verbranden van boerderijen. Ook dwongen ze de Boeren tot overgave met het opsluiten van hun vrouwen en kinderen in een vrij recente uitvinding: het concentratiekamp. Dit kostte aan zo'n 28.000 Boeren het leven.

### Twintigste eeuw
In de Eerste Wereldoorlog en daarvoor was de tactiek van de Duitsers er bewust op gebaseerd zich vooral niet te laten verleiden tot gedurfde aanvallen diep in het Russische achterland. Enerzijds had dit te maken met de militaire doctrine van voor het Von Schlieffenplan, die het gevaar van te lange aanvoerlijnen en de tactiek van de verschroeide aarde onderkende. Anderzijds kwam het door de bittere noodzaak zich voorzichtig op te stellen omdat de meeste troepen aan het Westfront gebonden waren. Men was er daarom eerder op gericht voorzichtig stukken gebied van de Russen 'weg te knabbelen' in voorzichtige aanvallen, waarna eventuele tegenaanvallen opgevangen werden. De tactiek was succesvol en leidde eind 1917 tot de volledige bezetting van Polen en West-Rusland. Toen daarna de Russische regering ten val kwam en de nieuwe communistische machthebbers tijd probeerden te rekken, lieten de Duitsers hun voorzichtigheid varen en bezetten ze Oekraïne. Het feit dat de Duitsers hiermee geholpen door omstandigheden de oorlog tegen Rusland konden winnen, droeg later bij tot een onderschatting van de Russische gevechtskracht in de Tweede Wereldoorlog.
Tijdens de Grieks-Turkse Oorlog (1919-1922) veroverde het Griekse leger de westkust van Turkije. Het Griekse leger drong daarna verder het Anatolisch binnenland in, maar het werd steeds kwetsbaarder door de steeds langere aanvoerlijnen voor hun legervoorraden. Het Griekse leger kwam uiteindelijk tot Ankara, waarna het door het Turkse leger onder aanvoering van Mustafa Kemal Atatürk werd tegengehouden en teruggedrongen. Bij zijn terugtocht hanteerde het Griekse leger de tactiek van de verschroeide aarde, waarbij vele Turkse dorpen werden platgebrand en de stad Manisa in brand werd gestoken. Sydney Nettleton Fisher, een Amerikaans historicus van het Midden-Oosten, schreef: "Het terugtrekkende Griekse leger voerde een beleid van verschroeide aarde en pleegde elke bekende gewelddaad tegen weerloze Turkse dorpelingen die op zijn pad kwamen." Historicus Norman M. Naimark merkte op: "De Griekse terugtocht was nog verwoestender voor de plaatselijke bevolking dan de bezetting".
De overstroming van de Gele Rivier in 1938 werd veroorzaakt door de Chinese nationalistische regering tijdens de vroege fase van de Tweede Chinees-Japanse oorlog, in een poging de snelle opmars van Japanse troepen te stoppen.
De grootste toepassing was wel in 1941, door Stalin tijdens Operatie Barbarossa. In eerste instantie werd het Rode Leger overweldigd door de Duitsers. In afwachting van een grondige reorganisatie van het leger wilde Stalin de Duitse aanvoerlijnen uitrekken. Ook liet hij veel fabrieken uit Europees Rusland overbrengen naar steden achter het Oeralgebergte, zodat de Duitsers ze niet konden gebruiken en de Russische defensie-industrie gewoon door kon produceren buiten het bereik van de Duitse vliegtuigen. Nadat het Sovjetleger zich had hersteld van de mokerslagen in de eerste zes maanden van de oorlog in het oosten, schakelden de Russen over op een andere tactiek: Ni sjagoe nazad! (Geen stap terug!). Aangezien ook Hitler deze order uitvaardigde (Sieg um jeden Preis, zege om elke prijs), mondde de strijd uit in immense veldslagen met zeer hoge verliezen voor beide partijen. De Duitsers pasten de tactiek van de verschroeide aarde ook toe in Lapland, tijdens de Laplandoorlog.

#### Nero-bevel
Toen Duitsland zelf uiteindelijk van beide kanten werd binnengevallen, vaardigde Hitler op 19 maart 1945 zijn Nero-bevel uit. Alle zaken van militaire of economische waarde, alle voorraden en transportfaciliteiten, moesten worden vernietigd zodat de geallieerden ze niet konden benutten en iedere verovering dus geen enkel voordeel voor de aanvallers zou opleveren. En als de oorlog hierdoor niet een keer zou nemen, dan zou, aldus Hitler, het Duitse volk maar beter uitgeroeid kunnen worden. Het had immers bewezen niet te kunnen winnen, en bovendien waren alle sterkere mannen in de oorlog gesneuveld. Albert Speer, verantwoordelijk voor de uitvoering, weigerde het bevel te implementeren. Ditzelfde geldt ook voor Dietrich von Choltitz, de generaal die verantwoordelijk was voor de Duitse bezetting van Parijs. Ook hij werd gevraagd de stad te vernietigen bij aankomst van de geallieerden, maar hij weigerde het bevel. Terwijl hij de generaals en Gauleiters probeerde te weerhouden van het uitvoeren van het bevel, probeerde Speer Hitler te overtuigen dat hij de te vernietigen zaken later nodig zou hebben als de gebieden heroverd waren, en dat de oorlog ook gekeerd kon worden zonder uitvoering van het Nero-bevel. Uiteindelijk pleegde Hitler zelfmoord en werd het Nero-bevel door Dönitz als een van zijn weinige regeerdaden ingetrokken. Duitsland gaf zich over zonder dat het bevel systematisch was uitgevoerd.